# Schrotdorf
Schrotdorf war ein Dorf auf dem heutigen Gebiet der Stadt Magdeburg.

## Lage
Das Dorf befand sich an der Schrote in geringer Entfernung nordwestlich vor der Stadt, vermutlich östlich des heutigen Magdeburger Rings und südlich des Lorenzwegs.

## Geschichte
Eine erste urkundliche Erwähnung des Ortes erfolgte 1182. Im Jahr 1214 wird in Magdeburg erstmals das Schrotdorfer Tor urkundlich erwähnt. Es handelte sich bis in das 17. Jahrhundert hinein um den wichtigsten Zugang zur Stadt aus Richtung Westen. Aus einer Urkunde vom 14. Juni 1373 geht hervor, dass Heyne Alemann, zeitweise Bürgermeister von Magdeburg und Angehöriger der Familie Alemann, über einen Hof in Schrotdorf verfügte.
Wie mehrere Dörfer der Nachbarschaft wurde Schrotdorf dann jedoch noch im Mittelalter von seinen Bewohnern verlassen und zur Wüstung. Die Einwohner sollen sich vor allem in der nahen Neustadt und in Olvenstedt angesiedelt haben.

## Erinnerung
Noch bis in die Mitte des 20. Jahrhunderts war eine Straße in Magdeburg als Schrotdorfer Straße benannt.